# An Hải, Hải Phòng
An Hải là một phường thuộc thành phố Hải Phòng, Việt Nam.

## Địa lý
Phường An Hải có vị trí địa lý:
- Phía bắc giáp phường Hồng Bàng với ranh giới tự nhiên là sông Rế.
- Phía nam giáp phường Kiến An và xã An Lão với ranh giới tự nhiên là sông Lạch Tray.
- Phía đông giáp phường An Biên với ranh giới tự nhiên là sông Tam Bạc.
- Phía tây giáp phường An Dương.

## Lịch sử

### Xã Đặng Cương và xã Quốc Tuấn, huyện An Dương
Trước năm 1945, địa bàn xã Đặng Cương thuộc làng Tri Yếu thuộc tổng Tri Yên và làng Đồng Dụ thuộc tổng Đồng Dụ, tỉnh Kiến An, địa bàn xã Quốc Tuấn thuộc tổng Điều Yêu.
Sau năm 1945, thành lập các xã:
- Thành lập xã Tri Yếu trên cơ sở làng Tri Yếu và có 3 xóm: Đông, Đoài, Trung Nghĩa.
- Thành lập xã Đồng Dụ trên cơ sở làng Đồng Dụ và có 5 xóm: Đồng, Đông, Tây, Nam, Bắc.
- Thành lập 3 xã: Tân Lập, Hưng Đạo, Trần Phú trên cơ sở tổng Điều Yêu

Tháng 11 năm 1949, thành lập xã Quốc Tuấn trên cơ sở 3 xã: Tân Lập, Hưng Đạo, Trần Phú.
Ngày 10 tháng 3 năm 1950, thành lập xã Đặng Cương trên cơ sở xã Tri Yếu và xã Đồng Dụ.
Ngày 7 tháng 4 năm 1966, Chính phủ ban hành Quyết định số 67-CP về việc thành lập huyện An Hải trên cơ sở huyện An Dương và huyện Hải An. Khi đó, xã Đặng Cương và xã Quốc Tuấn thuộc huyện An Hải.
Ngày 20 tháng 12 năm 2002, Chính phủ ban hành Nghị định số 106/2002/NĐ-CP về việc chuyển xã Đặng Cương và xã Quốc Tuấn thuộc huyện An Hải về huyện An Dương mới đổi tên quản lý.

### Phường An Hải, quận An Dương
Ngày 24 tháng 10 năm 2024, Ủy ban Thường vụ Quốc hội ban hành Nghị quyết số 1232/NQ-UBTVQH15 về việc sắp xếp đơn vị hành chính cấp huyện, cấp xã của thành phố Hải Phòng giai đoạn 2023 – 2025 (nghị quyết có hiệu lực từ ngày 1 tháng 1 năm 2025). Theo đó, thành lập phường An Hải thuộc quận An Dương trên cơ sở nhập toàn bộ 5,10 km² diện tích tự nhiên, quy mô dân số là 9.166 người của xã Đặng Cương và toàn bộ 7,06 km² diện tích tự nhiên, quy mô dân số là 8.995 người của xã Quốc Tuấn.
Phường An Hải có 12,16 km² diện tích tự nhiên và quy mô dân số là 18.161 người.

### Phường An Hải, thành phố Hải Phòng
Ngày 16 tháng 6 năm 2025, Ủy ban Thường vụ Quốc hội bàn hành Nghị quyết sắp xếp các đơn vị hành chính cấp xã thuộc thành phố Hải Phòng năm 2025. Theo đó, sắp xếp toàn bộ diện tích tự nhiên, quy mô dân số của phường An Đồng, phường Hồng Thái, một phần diện tích tự nhiên, quy mô dân số của phường Lê Lợi, phường An Hải và phường Đồng Thái thành phường mới có tên gọi là phường An Hải.
Căn cứ theo đề án sắp xếp đơn vị hành chính cấp xã của thành phố Hải Phòng năm 2025, phường An Hải được thành lập từ:
- Toàn bộ diện tích tự nhiên là 6,95 km², quy mô dân số là 49.408 người của phường An Đồng;
- Toàn bộ diện tích tự nhiên là 7,09 km², quy mô dân số là 12.728 người của phường Hồng Thái;
- Một phần diện tích tự nhiên 5,57 km², quy mô dân số là 14.705 người của phường Đồng Thái;
- Một phần diện tích tự nhiên là 0,03 km2, quy mô dân số là 178 người của phường Lê Lợi;
- Một phần diện tích tự nhiên là 0,32 km2, quy mô dân số là 67 người của phường An Hải.

Phường An Hải có diện tích tự nhiên là 19,96 km2 (đạt 362,91% so với quy định), quy mô dân số là 77.086 người (đạt 171,30% so với quy định).
Như vậy, địa giới phường An Hải thành lập sau ngày 16/06/2025 gần như không trùng với địa giới phường An Hải thành lập ngày 01/01/2025.